# 해리 에드워즈

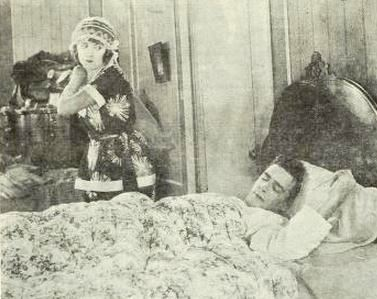

해리 에드워즈(Harry Edwards, 1889년 1월 1일 ~ 1952년 5월 26일)는 캐나다의 영화 감독, 배우, 영화배우, 각본가이다.
캘거리에서 태어났으며 로스앤젤레스에서 사망하였다. 사인은 독이다.

## 영화
- 쿵, 쿵, 쿵 (1926년)
- 올 나이트 롱 (1924년)